# Tanoso (Brong-Ahafo)
Tanoso – miasto portowe nad rzeką Tano, na Nizinie Akan w dystrykcie Techiman w Ghanie. W pobliżu miasta, na rzece Tano zbudowano tamę irygacyjną do nawadniania upraw pomidorów i soi.